# Попов, Виктор Васильевич (Герой Социалистического Труда)
Виктор Васильевич Попов (10 марта 1930, Харьков — 17 февраля 2008, Харьков) — передовик производства, шлифовщик Харьковского авиационного завода Министерства авиационной промышленности СССР. Герой Социалистического Труда (1971). Депутат Верховного Совета УССР 9 — 11 созывов. Член Ревизионной комиссии КПУ (1986—1990).

## Биография
Родился 10 марта 1930 года в рабочей семье в Харькове. Окончил среднюю школу.
С 1945 года — слесарь Харьковского завода «Большевик», шлифовщик завода маркшейдерских инструментов. В 1950—1952 годах служил в Советской армии.
С 1952 года — шлифовщик, зуборезчик, мастер, резьбошлифовальщик Харьковского авиационного завода имени Ленинского комсомола.
В 1957 году вступил в КПСС.
Новатор производства. В своей трудовой деятельности применял рационализаторские методы, в результате чего производительность труда увеличилась в 8 раз. Первым на заводе получил личное клеймо. В 1971 году удостоен звания Героя Социалистического Труда за выдающиеся трудовые достижения.
В 1974 году о Викторе Попове был снят документальный фильм «Человек беспокойного счастья» на студии Харьковского авиационного завода.
Избирался депутатом Верховного Совета УССР 9 — 11 созывов.
После выхода на пенсию проживал в Харькове

## Награды
- Герой Социалистического Труда — указом Президиума Верховного Совета СССР от 26 апреля 1971 года.
- орден Ленина